# Silkeborg Bad
Silkeborg Bad var oprindelig et kursted, anlagt ved Arnakkekilden, men er i dag en kunsthal under navnet KunstCentret Silkeborg Bad.

## Historie
Området Silkeborg Bad har i 136 år levet en omskiftelig tilværelse, som kursted 1883-1983, militært hovedkvarter 1943-1945, flygtningelejr i perioder og siden 1998, som en nutidig kunsthal.

### Kursted
Interessen for at åbne et kursted startede allerede i midten af 1800-tallet, da området omkring Arnakkekilden blev et yndet udflugtsmål for borgere i Silkeborg. Den første der prøvede at åbne en kuranstalt var Silkeborgs grundlægger Michael Drewsen i 1872, men da området var statens og denne ikke ville overdrage området til en enkelt person, opgav han foretagendet. Efter nogle år prøvede den københavnske læge Benjamin Olsen så samme forehavende, sammen med kolleger, men da staten stadig var tilbageholdende med at overdrage jorden tog det syv år før Silkeborg Bad kunne åbne 1. juli 1883. Kurbadet, der var et aktieselskab, kom til at virke præcist 100 år, og gik så konkurs i 1983 efter nogle svære år til sidst. Det oprindelige navn var Silkeborg Vandkuranstalt, men i 1918 ændredes navnet til Silkeborg Bad.
Efter konkursen fulgte 9 uvisse år for området, frem til stiftelsen af KunstCentret Silkeborg Bad i 1992.

### Hovedkvarter under besættelsen
I 1942 begyndte den tyske værnemagt at vise interesse for flere bygninger på området. I første omgang lykkedes det bestyrelsen at få afværget en overtagelse under henvisning til stedets lægelige funktion. I 1942 var slaget tabt, og der blev lavet en aftale om at værnemagten "lejede" Silkeborg Bad fra foråret 1943. Det tyske hovedkvarter blev flyttet fra Nyboder Skole til Silkeborg den 5. november 1943. Allerede samme dag var det nye hovedkvarter for Hermann von Hanneken fuldt funktionsklart. I januar 1945 afløstes von Hanneken af generaloberst Georg Lindemann som fungerede som chef for værnemagten i Danmark indtil krigsafslutningen.

### Flygtningelejr
I tre perioder blev området og nogle af bygningerne anvendt til flygtninge; de tyske civile flygtninge i perioden 1945-47, i 1980'erne flygtninge fra Iran og i starten af 1990'erne blandt andre jugoslaviske flygtninge.

### Kunsthal
Silkeborg Kommune købte i 1992 området og bygningerne fra det tidligere kursted af Realkredit Danmark, og var initiativtagende i stiftelsen af den selvejende institution KunstCentret Silkeborg Bad. Den nystiftede institution satte gennem seks år gradvist alle bygninger i stand i samarbejde med Silkeborg Kommune, så disse, sammen med det nænsomt genanlagte parkområde i dag er et unik kulturmiljø med som Danmark ældste bevarede kurbygninger. Indvendigt istandsatte man Skovilla, Søvilla og Kurbygningen, den sidstnævnte fik i tillæg en moderne tilbygning, så de tjener nutidens formål som turistattraktion med international og dansk kunst i centrum. Indendøre vises skiftende udstillinger året igennem. Parkområdet rummer omkring 40 forskelligartede skulpturer af danske og udenlandske kunstnere.

### Carlsberg Kurvand
I 1968 begyndte Neptun Bryggeri at tappe "Kurvand" fra Arnakkekilden og i 1976 begyndte Carslberg også at modatge vand fra kilden til deres Carlsberg Kurvand. Fra 1992 havde Carlsberg eneretten indtil de i 2021 indstillede produktionen af kurvandet, grundet faldende salg.